# مارتن كلاين
مارتن كلاين (بالتشيكية: Martin Klein)‏ (و. 1984 – م) هو لاعب كرة قدم، من التشيك، ولد في برنو.

## روابط خارجية
- مارتن كلاين على موقع الاتحاد التشيكي (الإنجليزية)
- مارتن كلاين على موقع اتحاد تركيا (لاعب) (الإنجليزية)
- مارتن كلاين على موقع قاعدة بيانات كرة القدم.إي يو (الإنجليزية)
- مارتن كلاين على موقع ناشيونال فوتبول تيمز (الإنجليزية)
- مارتن كلاين على موقع Soccerway.com (الإنجليزية)